# Alchemilla charbonneliana
Alchemilla charbonneliana é uma espécie de rosácea do gênero Alchemilla, pertencente à família Rosaceae.